# Джонс, Руфус
Руфус Джонс (англ., Rufus Matthew Jones; 25 января 1863 г. — 16 июня 1948 г.) — американский религиозный деятель, писатель, философ, профессор. Был влиятельным американским квакером. Он стал одним из основателей Американского комитета Друзей на службе обществу, а также инициатором квакерской программы помощи детям Германии (Quäkerspeisung) после Первой мировой войны. Благодаря его деятельности началось объединение двух ветвей квакерского движения, расколовшегося в первой половине XIX века. Джонса часто называют мистиком. Он умел совмещать науку и либеральные взгляды со своим квакерским мировоззрением. Кроме того, Джонс прочёл первую Свортморскую лекцию в Лондоне в 1908 г. и стал единственным человеком, сделавшим это дважды. Второй раз — в 1920 г. Из-под его пера вышло 56 книг.

## Образование
Джонс родился в штате Мэн, США, в старой квакерской семье. Его тётя и дядя, Эли и Сибил Джонс, основали школы Друзей в Ливане (тогда бывшем частью Сирии) и в Палестине. Руфус посещал школу Друзей в Провиденсе, что в Род-Айленде, а затем учился в Хэверфордском колледже в Пенсильвании. Позднее, став доктором педагогических наук в Гарварде, он вернулся в Хэверфорд в качестве профессора психологии и философии.
Узнав на занятиях по естествознанию, что «мир не был создан за шесть дней, а род людской начался не с Адама», нисколько не будучи смущенным предоставленными научными доказательствами, он пришёл к выводу, что «его вера намного прочнее, когда она идёт рука об руку с фактами».

## Увлечение мистицизмом
Работы Ральфа Уолдо Эмерсона познакомили Джонса с идеей Джорджа Фокса, как с «одной из величайших историй мистицизма». Это откровение изменило взгляды Джонса на его семейные верования. Из работ ранних квакеров Джонс вынес для себя концепцию Внутреннего Света — центральную идею современного либерального квакерства. Он писал, что суть этой идеи в том, что в человеческой душе есть нечто божественное, нечто от Бога. Причём этот внутренний свет свойственен каждому, вне зависимости от религиозных убеждений.
Но мистицизм Джона всегда был неразрывно связан с чувством ответственности перед всем миром. В 1904 году он опубликовал работу «Социальный закон в духовном мире» (Social Law in the Spiritual World), в которой ясно изложил свои убеждения, что «следование за Духом и Внутренним Светом Христа» должно непременно быть в связке с «чувством долга…, стремлением строить лучший мир для будущих поколений…, желанием делать нечто реальное и полезное. По-настоящему достойная жизнь должна опираться на оба этих столпа».

## Общественная деятельность
В 1917 г., когда Соединённые Штаты вступили в Первую мировую войну, Р. Джонс и Генри Кэдбери основали Американский комитет Друзей на службе обществу (АКДСО), чтобы дать возможность молодым отказникам совести принести стране пользу, избежав при этом воинской обязанности. Они стали готовить молодых людей для работы в организациях вроде Санитарной службы Друзей в Европе. К концу войны АКДСО под руководством Джонса взял курс на гуманитарную деятельность. Это привело к созданию Quäkerspeisung — масштабной программы по обеспечению детей питанием, спасшей миллионы немецких детей от голодной смерти.
В 1927 г. Джонс отправился в Азию. Он встретился с Ганди, посетил место рождения Будды и прослушал целый ряд лекций в Китае. Вскоре после этого он принял участие во Всемирной миссионерской конференции в Иерусалиме и призвал её участников быть более открытыми к ценным плодам других мировых религий и «охотно признавать благо в них содержащееся».
После нападений на евреев во время «хрустальной ночи» в ноябре 1938 г. Джонс отправился в Германию, чтобы встретиться с Рейнхардом Гейдрихом (который вскоре станет главным идеологом «Окончательного решения» Гитлера) и просить его смягчить отношение к евреям. Джонс считал, что его с уважением выслушали, в том числе потому, что Гейдрих знал о его программе по обеспечению детей Германии пропитанием. «Данное нам обещание было сдержано», — писал Джонс после войны. «После нашего визита условия изменились, многим евреям удалось перебраться в другие страны».

## Объединение квакерского движения
На протяжении многих лет Джонс искал способ воссоединить ветви американского квакерства, разошедшиеся в первой половине XIX века. АКДСО был первой организацией, в которой представители обеих ветвей действовали сообща. Усилия Джонса были вознаграждены полным примирением, достигнутым, наконец, в середине 1950-х гг., спустя несколько лет после его смерти.